# 中国青年律师论坛
中国青年律师论坛，是由北京大学法学院发起，并由其下设之北京法意网科技有限公司資助，但挂靠在中华全国律师协会名下的学术研讨会。论坛搭建一个青年律师和法律專職人员交流平台。首届于2004年10月23日在安徽省合肥市举办，迄今已办四届。

## 历届回顾

### 第一届
第一届中国青年律师论坛于2004年10月23日在安徽省合肥市举办。中华全国律师协会主办，安徽省律师协会承办。主题为“未来有我”。论坛邀请了北京大学法学院贺卫方教授，《中国律师》杂志社社长李海伟等人作为嘉宾。

### 第二届
第二届中国青年律师论坛于2005年5月14日在北京大学举办。与首届论坛不同，是届论坛转由北京大学法学院、《中国律师》杂志社、中国律师网主办，北京易和律师事务所承办。是届论坛的主题为“中国青年律师的未来使命”。

### 第三届
第三届中国青年律师论坛于2006年在位于重庆市的西南政法大学举办。是届论坛的主题为“律师法十年与中国律师百年”。

### 第四届
第四届中国青年律师论坛于2008年12月6日在位于珠海市的北京师范大学珠海分校举办。中华全国律师协会主办，广东省律师协会、《中国律师》杂志社、中国律师网承办。是届论坛的主题为“中国律师的职业精神”。